# Rebecca Zlotowski
Rebecca Zlotowski (Parijs, 21 april 1980) is een Franse filmregisseuse en scenarioschrijfster.

## Biografie
Rebecca Myriam Clara Zlotowski werd in 1980 geboren in Parijs en studeerde af aan La Fémis, de prestigieuze Franse filmschool. Zlotowski maakte haar regiedebuut met de film Belle Épine, die in première ging op het filmfestival van Cannes 2010. De film werd in 2011 bekroond met de Louis Delluc-prijs voor beste film en Léa Seydoux kreeg een nominatie voor de César voor beste jong vrouwelijk talent. Haar volgende film Grand Central, eveneens met Léa Seydoux, ging in première op het filmfestival van Cannes 2013 in de sectie Un certain regard.
In 2014 werd ze geridderd als Chevalier dans l'ordre des Arts et des Lettres.
Op het filmfestival van Cannes 2014 was ze jurylid in de sectie La semaine de la critique en in 2015 jurylid in de sectie Cinéfondation et des courts métrages.

## Filmografie

### Langspeelfilms
- Vie privée (regie & scenario, 2025)
- Les Enfants des autres (regie & scenario, 2022)
- Une fille facile (regie & scenario, 2019)
- Planetarium (regie & scenario, 2016)
- Grand Central (regie & scenario, 2013)
- Belle Épine (regie & scenario, 2010)

## Prijzen en nominaties
De belangrijkste:
| Jaar | Prijs                   | Categorie             | Film          | Uitslag  |
| ---- | ----------------------- | --------------------- | ------------- | -------- |
| 2014 | Prix Lumières           | Prix Spéciale         | Grand Central | Gewonnen |
| 2013 | Filmfestival van Cannes | Prix François Chalais | Grand Central | Gewonnen |